# 中村佐喜子
中村 佐喜子（なかむら さきこ、1910年5月7日 - 1999年10月10日）は、日本の翻訳家・作家。本名は石川佐喜子

## 経歴
北海道札幌市出身。日本女子大学英文科卒業。1942年に発表した小説『雪のりんご畑』が改造社の文芸推薦を受け、その後数作を発表。戦後は翻訳家としての活動が中心となり、数多くの英米文学の翻訳を行う。中でも角川文庫版『赤毛のアンシリーズ』は、その格調高く、且つ温かみのある訳文によって親しまれ、村岡花子訳の新潮文庫版とともにロングセラーとなった。
その他の著書に評伝『ロレンスを愛した女たち』、エッセイ『トマス・ハーディの全小説を楽しむ』などがある。

## 著書

### 小説
- 雪のりんご畑 1942
- 流離 新潮社 1958
- 楡の葉に残す記録 1975 ※毎日新聞社「現代の女流文学 第8巻」収録

### 評伝
- ロレンスを愛した女たち 中央公論社 1983／中公文庫 1993
- ブロンテ物語 三月書房 1988

### エッセイ
- トマス・ハーディの全小説を楽しむ 三月書房 1991

## 翻訳
- 智慧の花（高慢と偏見） ジェーン・オースティン 構成社 1947
- 若草物語 ルイーザ・メイ・オルコット 名曲堂 1950
- 続若草物語 ルイーザ・メイ・オルコット 名曲堂 1950
- 人生ノート サマセット・モーム 家城書房 1951
  - 作家の手帖 「全集26」新潮社 1955、作家の手帳 新潮文庫 1969
- 燈台へ ヴァージニア・ウルフ 新潮文庫 1956、復刊1993
- メアリ・アン その結婚  ダフネ・デュ・モーリア 新潮社 1956
- メアリ・アン その復讐  ダフネ・デュ・モーリア 新潮社 1956
- 赤毛のアン 角川文庫 1957。アン・シリーズは度々新版
- アンの青春 角川文庫 1958
- アンの婚約 角川文庫 1959
- アンの愛の手紙 角川文庫 1961
- アンの夢の家 角川文庫 1962
- アンの村の人々 角川文庫 1965
- 恋する女たち D・H・ロレンス 角川文庫（上下）1964
- 嵐が丘 エミリー・ブロンテ 旺文社文庫 1967
- あしながおじさん ジーン・ウェブスター 旺文社文庫 1974
- テス トマス・ハーディ 旺文社文庫（上下）1974

## 参考資料
- 婦人公論 1999年11月22日号「メモリアル - 盛田昭夫・酒井美意子・中村佐喜子」